# Nós Vamos Invadir Sua Praia
Nós Vamos Invadir Sua Praia é o álbum de estreia da banda brasileira de rock Ultraje a Rigor, lançado em 1985 pela gravadora WEA. Ganhou o disco de platina no Brasil.
Com o sucesso dos primeiros compactos, Inútil/Mim Quer Tocar e Eu Me Amo/Rebelde Sem Causa, a banda decidiu gravar seu primeiro LP  no estúdio Nas Nuvens. O título do disco é explicado pelo produtor Pena Schmidt como uma provocação das bandas de São Paulo aos grupos do Rio de Janeiro, pelo fato de estar chegando uma geração de paulistas fazendo sucesso no Rio de Janeiro, um dos berços do rock nacional dos anos 1980. Porém, a letra da música descreve com precisão uma prática comum dos paulistanos nos anos 80: descer para Santos no fim de semana, no chamado bate-e-volta.[carece de fontes?]
Entre as principais canções do disco, estão "Zoraide", "Ciúme", "Independente Futebol Clube" (gravada ao vivo), "Eu Me Amo", "Marylou" (com participação especial de Herbert Vianna, dos Paralamas do Sucesso, na guitarra solo) e a faixa-título (com a participação dos cantores Selvagem Big Abreu, membro do grupo João Penca e Seus Miquinhos Amestrados; Lobão, Leo Jaime e Ritchie), que também teve um videoclipe feito e veiculado no programa Fantástico na época. Nove das onze faixas do disco estiveram entre as mais tocadas na época ("Jesse Go" e "Se Você Sabia" foram as exceções). O disco também fez com que os shows do Ultraje quebrassem recordes de público, principalmente no Canecão, no Rio de Janeiro.[carece de fontes?]
"Inútil" e "Mim Quer Tocar", ambas do primeiro compacto, foram regravadas. "Eu Me Amo" e "Rebelde sem Causa" (segundo compacto) foram apenas reincluídas como no original.
O disco foi remasterizado e relançado em CD em 1990 e 2001, tendo como faixas-bônus as versões originais de "Inútil" e "Mim Quer Tocar", gravadas em 1983, as canções "Hino dos Cafajestes" e "Marylou (versão carnaval)" (lançadas no EP Liberdade para Marylou, em 1986) em ambas as prensagens. Na edição de 2001 foi incluída a canção "Ricota", composição de Edgard Scandurra (guitarrista do Ultraje em 1983, membro do  Ira!), gravada em 1983 para o primeiro compacto e cotada para substituir "Inútil", caso esta não fosse liberada pela Censura Federal, embora a mesma tenha sido inclusa no terceiro álbum, Crescendo.[carece de fontes?]
Já em Dezembro de 2008 pela Revista MTV, o álbum foi considerado o "melhor álbum do rock nacional".
Em 2010 o álbum foi relançado em Vinil 180 gramas, pela gravadora Polysom.

## Faixas
Todas as faixas escritas e compostas por Roger Moreira, exceto onde estiver indicado. 
| N.º | Título                        | Compositor(es)                          | Duração |  |
| 1.  | "Nós Vamos Invadir sua Praia" |                                         | 4:18    |  |
| 2.  | "Rebelde sem Causa"           |                                         | 3:23    |  |
| 3.  | "Mim Quer Tocar"              |                                         | 3:51    |  |
| 4.  | "Zoraide"                     |                                         | 3:28    |  |
| 5.  | "Ciúme"                       |                                         | 4:09    |  |
| 6.  | "Inútil"                      |                                         | 3:37    |  |
| 7.  | "Marylou"                     | Edgard Scandurra/Maurício/Roger Moreira | 2:18    |  |
| 8.  | "Jesse Go"                    | Maurício/Roger Moreira                  | 3:52    |  |
| 9.  | "Eu Me Amo"                   |                                         | 3:34    |  |
| 10. | "Se Você Sabia"               |                                         | 3:39    |  |
| 11. | "Independente Futebol Clube"  |                                         | 2:35    |  |

Faixas Bônus - Edição de 2001
| N.º | Título                                   | Compositor(es)                          | Duração |  |
| 12. | "Inútil" (Versão Single-1983)            |                                         | 2:51    |  |
| 13. | "Mim Quer Tocar" (Lado B de Inútil-1983) |                                         | 3:03    |  |
| 14. | "Hino dos Cafajestes" (Single)           | Maurício/Roger Moreira                  | 3:02    |  |
| 15. | "Marylou" (Versão Carnaval)              | Edgard Scandurra/Maurício/Roger Moreira | 2:24    |  |
| 16. | "Ricota" (Faixa Previamente Não Lançada) | Edgard Scandurra                        | 3:08    |  |

## Recepção e crítica
| Críticas profissionais | Críticas profissionais |
| Avaliações da crítica  | Avaliações da crítica  |
| Fonte                  | Avaliação              |
| ---------------------- | ---------------------- |
| Allmusic               | [ 7 ]                  |

A Revista Rolling Stone Brasil criou a lista dos 100 melhores discos da música brasileira e colocou o álbum no 27º lugar.

## Certificações
| Brasil (ABPD)                             | Platina | 1994 | 250.000* |
| *número de vendas baseado na certificação |         |      |          |

## Formação
- Roger Moreira: voz, guitarra base e sax-alto na faixa 3
- Carlo Bartolini (Carlinhos): guitarra solo (exceto faixa 7) e vocais
- Maurício Defendi: baixo (exceto faixa 8), voz na faixa 8 e vocais
- Leonardo Galasso (Leôspa): bateria e vocais

### Músicos convidados
- Liminha: guitarra, violão, percussão, programações, baixo na faixa 8, teclados e vocais
- Herbert Vianna: guitarra solo na faixa 7
- Lobão, Ritchie, Selvagem Big Abreu e Leo Jaime: vocais na faixa 1

## Ficha técnica
- Produção: Liminha e Pena Schmidt[3]
- Direção artística e musical: Liminha
- Assistente de produção: Arthur Bello
- Engenheiro de gravação e mixagem: Vitor Farias
- Gravado em abril de 1985 no estúdio Nas Nuvens, RJ
- Corte: José Oswaldo Martins (RCA)
- Capa: Régis Rocha Moreira
- Fotos: Paulo Fridman
- Coordenação gráfica: Silvia Panella

### Faixa "Independente Futebol Clube"
- Gravada ao vivo no Rádio Clube em São Paulo, no dia 6 de abril de 1985
- Técnicos de gravação: Egídio Conde e Élcio Alvarez Filho
- Assistentes: Shimbau e Fernando Alemão

### Faixas "Rebelde Sem Causa" e "Eu Me Amo"
- Gravadas nos estúdios Transamérica, Rio de Janeiro, no ano de 1984
- Técnicos de gravação: Cláudio Farias